# Andorra nos Jogos Olímpicos de Inverno de 1998
Andorra competiu nos Jogos Olímpicos de Inverno de 1998 em Nagano, Japão.